# Aire urbaine de Provins
L'aire urbaine de Provins est une aire urbaine française centrée sur la ville de Provins.

## Caractéristiques
D'après la définition qu'en donne l'INSEE, l'aire urbaine de Provins est composée de 15 communes, situées en Seine-et-Marne. Ses 21 687 habitants font d'elle la 250e aire urbaine de France en 1999.
3 communes de l'aire urbaine sont des pôles urbains.
Le tableau suivant détaille la répartition de l'aire urbaine sur le département (les pourcentages s'entendent en proportion du département) :
| Département    | Communes | Communes (%) | Superficie (km²) | Superficie (%) | Population (2008) | Population (%) |
| -------------- | -------- | ------------ | ---------------- | -------------- | ----------------- | -------------- |
| Seine-et-Marne | 15       | 2,9          | 216,14           | 3,6            | 22 932            | 1,8            |

## Communes
Voici la liste des communes françaises de l'aire urbaine de Provins.
| Code INSEE | Commune                | Type                  | Département    | Superficie (km²) | Population (1999) | Population (2008) | Densité (hab./km²) |
| ---------- | ---------------------- | --------------------- | -------------- | ---------------- | ----------------- | ----------------- | ------------------ |
| 77026      | Beauchery-Saint-Martin | Commune monopolarisée | Seine-et-Marne | +0027,96         | +00 000363,       | +00 000397,       | +00012,98          |
| 77073      | Chalautre-la-Petite    | Commune monopolarisée | Seine-et-Marne | +0009,37         | +00 000568,       | +00 000551,       | +00060,62          |
| 77246      | Léchelle               | Commune monopolarisée | Seine-et-Marne | +0022,05         | +00 000525,       | +00 000541,       | +00023,81          |
| 77260      | Longueville            | Commune monopolarisée | Seine-et-Marne | +0005,6          | +0 0001 692,      | +0 0001 644,      | +00302,14          |
| 77289      | Melz-sur-Seine         | Commune monopolarisée | Seine-et-Marne | +0018,5          | +00 000339,       | +00 000379,       | +00018,32          |
| 77319      | Mortery                | Commune monopolarisée | Seine-et-Marne | +0013,2          | +00 000153,       | +00 000174,       | +00011,59          |
| 77368      | Poigny                 | Commune monopolarisée | Seine-et-Marne | +0006,02         | +00 000408,       | +00 000460,       | +00067,77          |
| 77379      | Provins                | Pôle urbain           | Seine-et-Marne | +0014,72         | +00011 667,       | +00012 264,       | +00792,6           |
| 77391      | Rouilly                | Pôle urbain           | Seine-et-Marne | +0007,62         | +00 000428,       | +00 000487,       | +00056,17          |
| 77403      | Saint-Brice            | Pôle urbain           | Seine-et-Marne | +0011,04         | +00 000719,       | +00 000751,       | +00065,13          |
| 77404      | Sainte-Colombe         | Commune monopolarisée | Seine-et-Marne | +0008,16         | +0 0001 697,      | +0 0001 736,      | +00207,97          |
| 77418      | Saint-Loup-de-Naud     | Commune monopolarisée | Seine-et-Marne | +0010,94         | +00 000855,       | +00 000889,       | +00078,15          |
| 77456      | Soisy-Bouy             | Commune monopolarisée | Seine-et-Marne | +0011,34         | +00 000748,       | +00 000792,       | +00065,96          |
| 77459      | Sourdun                | Commune monopolarisée | Seine-et-Marne | +0023,33         | +0 0001 232,      | +0 0001 556,      | +00052,81          |
| 77530      | Voulton                | Commune monopolarisée | Seine-et-Marne | +0026,29         | +00 000293,       | +00 000311,       | +00011,14          |
|            | Total                  |                       |                | +0216,14         | +00021 687,       | +00022 932,       | +00100,34          |